# No Love Lost
No Love Lost è il sesto album del rapper statunitense Joe Budden, pubblicato nel 2013 da E1 e Mood Muzik.
| Recensione       | Giudizio |
| ---------------- | -------- |
| AllMusic         | [ 1 ]    |
| The Boston Globe | [ 2 ]    |
| Exclaim!         | 7/10     |
| HipHopDX         | [ 4 ]    |
| PopMatters       | [ 5 ]    |
| RapReviews       | [ 6 ]    |
| XXL              | [ 7 ]    |

## Tracce
1. Our First Again (Intro) – 1:56 (Joseph Budden, Emanny Saldago, R. Valley) – SLV
2. Top of the World (featuring Kirko Bangz) – 3:47 (Budden, Andrew Johnson, Salem Brown, Damany Leggett, Kirk Randle) – Mizfitz Soundz
3. She Don't Put It Down (featuring Lil Wayne & Tank) – 4:03 (Budden, Durrell Babbs, Dwayne Carter, Tyler Williams) – T-Minus
4. NBA (featuring Wiz Khalifa & French Montana) – 5:05 (Budden, Anderson Hernandez, Matthew Samuels, Cameron Thomaz, Karim Kharbouch) – Vinylz, Boi-1da
5. You and I (featuring Emanny) – 4:15 (Budden, Salgado, Carl McCormick, Karon Graham) – Cardiak, KdotOnTheBeat (co.)
6. Castles – 3:35 (Budden, Hernandez, Allen Ritter) – Vinylz, Ritter
7. All in My Head (featuring Royce da 5'9" & Kobe) – 5:12 (Budden, Ryan Montgomery, McCormick) – Cardiak
8. Skeletons (featuring Joell Ortiz & Crooked I) – 4:46 (Budden, Joell Ortiz, Dominick Wickliffe, Bryan Fryzel) – Frequency
9. Ghetto Burbs (featuring Emanny) – 6:20 (Budden, Saldago, Deleno Matthews, Levar Coppin) – Sean C, LV
10. Last Day (featuring Juicy J & Lloyd Banks) – 4:34 (Budden, K. Stenborg, Jordan Houston, Christopher Lloyd) – A6
11. Role Play (Interlude) – 1:01 – SLV
12. Switch Positions (featuring Omarion) – 4:32 (Budden, McCormick, Omari Grandberry) – Cardiak
13. Tell Him Somethin' (featuring SLV) – 6:51 (Budden, Saldago, Valley) – SLV
14. Runaway – 4:01 (Budden, Bobby Yewah, Ben Stevenson, Zale Epstein) – Beewirks
15. My Time – 3:46 (Budden) – Darknight, 8 Bars
16. No Love Lost (Outro) – 3:50 (Budden, McCormick, Graham) – Cardiak, KdotOnTheBeat (co.)
17. She Don't Put It Down (Remix) (featuring Fabolous, Twista & Tank) – 4:15 (Budden, Williams, John Jackson, Carl Mitchell, Babbs) – T-Minus

## Classifiche

### Classifiche settimanali
| Classifica (2013)         | Posizione massima |
| ------------------------- | ----------------- |
| Stati Uniti               | 15                |
| US Digital Albums         | 11                |
| US Independent Albums     | 5                 |
| US Top Rap Albums         | 1                 |
| US Top R&B/Hip-Hop Albums | 1                 |

### Classifiche di fine anno
| Classifica (2013)         | Posizione massima |
| ------------------------- | ----------------- |
| US Independent Albums     | 44                |
| US Top R&B/Hip-Hop Albums | 67                |